# Ślazownik

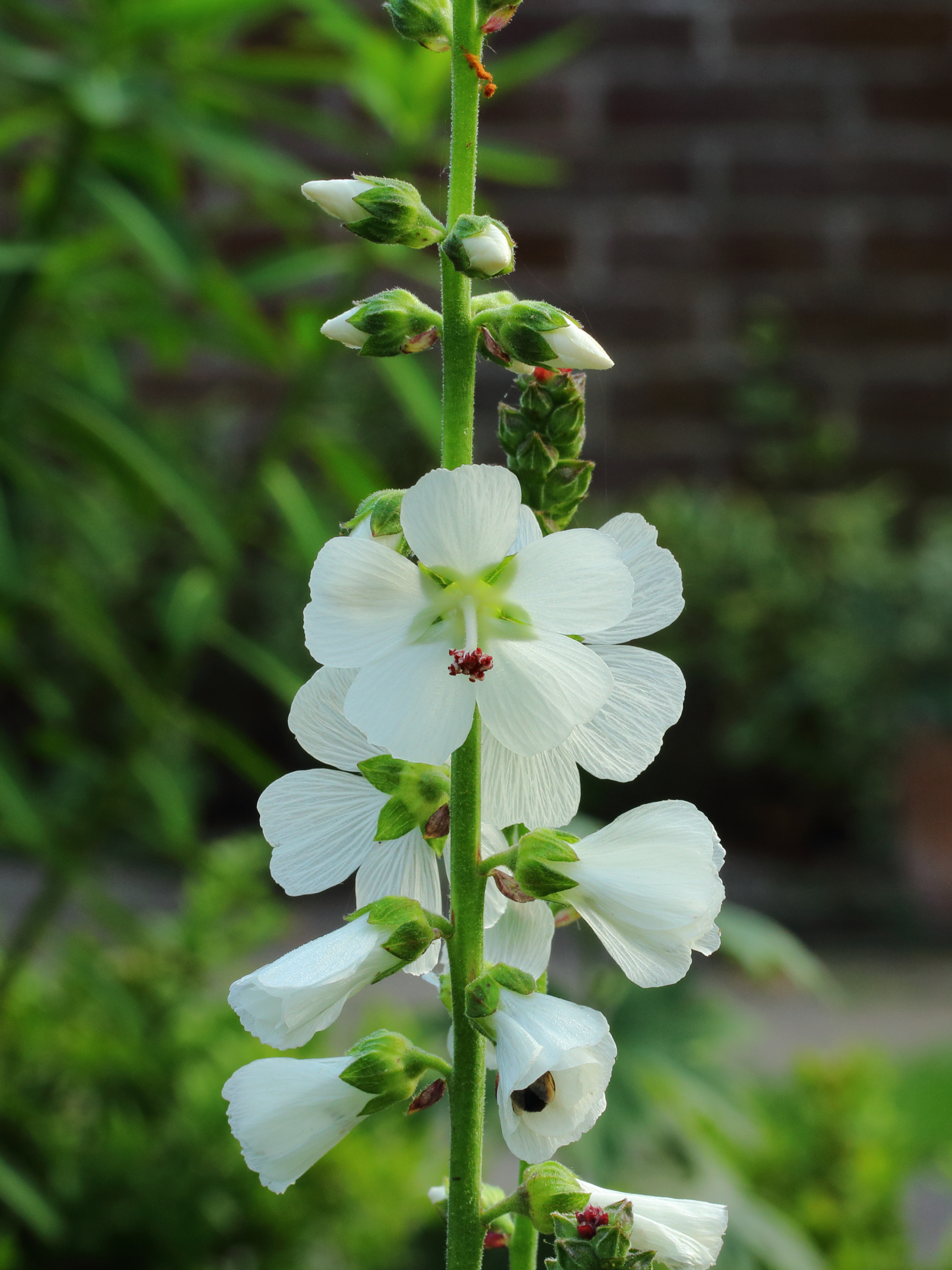
Ślazownik lśniącobiały

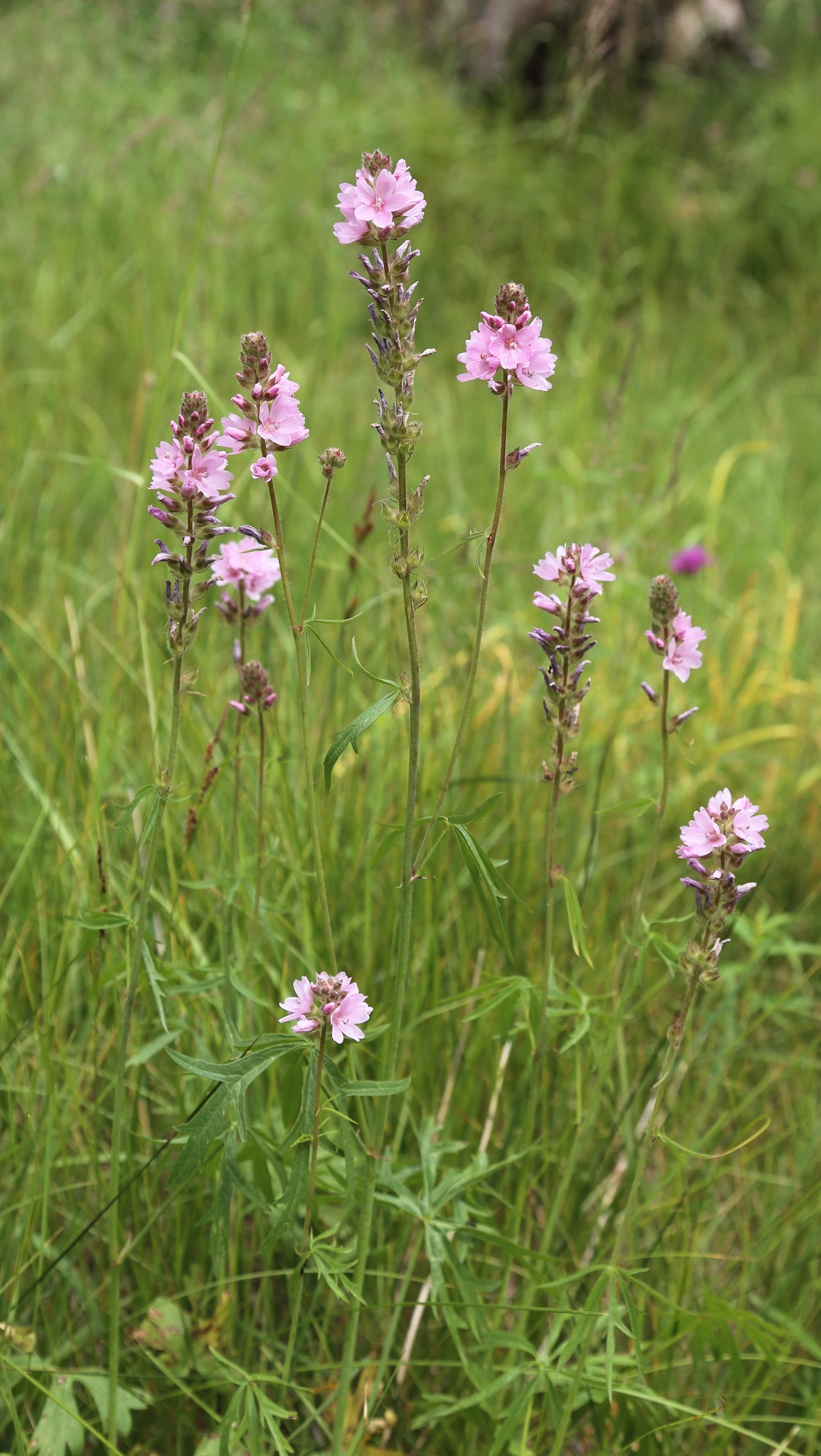
Ślazownik oregoński

Ślazownik (Sidalcea A. Gray) – rodzaj roślin z rodziny ślazowatych. Należy do niego 31 gatunków. Występują one w zachodniej części Stanów Zjednoczonych oraz w północnym Meksyku, z czego w samej Kalifornii – 18 gatunków. Rośliny te rosną w miejscach podmokłych i na suchych, otwartych terenach. Kilka gatunków oraz odmiany uprawne pochodzenia mieszańcowego uprawiane są jako rośliny ozdobne.

## Morfologia
PokrójZielne rośliny wieloletnie lub jednoroczne, rzadko drewniejące u nasady, osiągające do 1 m wysokości. Pędy nagie lub owłosione, w tym drugim przypadku występują włoski pojedyncze, gwiazdowate lub oba te typy. Łodyga pojedyncza lub rozgałęziona, prosto wzniesiona lub podnosząca się, czasem u nasady płożąca i wówczas tu z korzeniami przybyszowymi, poza tym zwykle korzeń palowy, czasem kłącze.
LiścieSkupione w rozetę przyziemną lub rozmieszczone równomiernie na łodydze. Skrętoległe, ogonkowe (często dolne długoogonkowe, górne – niemal siedzące), okrągławe, nerkowate do sercowatych, dłoniasto klapowane lub wcinane. Brzeg blaszki karbowany lub ząbkowany. U nasady znajdują się trwałe lub szybko odpadające przylistki równowąskie lub jajowate.
KwiatyKwiaty skupione w szczytowy kłosowaty lub groniasty kwiatostan, czasem też pojedyncze w kątach liści. Kwiaty okazałe, wsparte dwiema przysadkami, łączącymi się i wówczas wyglądają jak dwudzielna na końcu pojedyncza przysadka. Kwiaty obupłciowe, czasem też tylko żeńskie lub rzadziej męskie. Działki kielicha w liczbie 5. Płatki, także w liczbie 5, różowe, purpurowe, lawendowe, rzadko białe, zwykle z jaśniejszymi żyłkami. Pręciki liczne, w dwóch seriach, zrośnięte w kolumnę otaczającą słupkowie. Jednokomorowych zalążni jest od 5 do 10 i tyle samo jest nitkowatych szyjek słupków, zakończonych zbiegającymi, nitkowatymi znamionami.
OwoceRozpadający się, złożony z 5–10 jednokomorowych rozłupek zawierających pojedyncze nasiono.

## Systematyka
Rodzaj z plemienia Malveae z podrodziny ślazowych Malvoideae Burnett z rodziny ślazowatych Malvaceae. Liczne gatunki są trudne do oznaczenia – konieczne jest sprawdzanie cech dotyczących budowy pędu i owoców.
Wykaz gatunków
- Sidalcea calycosa M.E. Jones
- Sidalcea campestris Greene
- Sidalcea candida A. Gray – ślazownik lśniącobiały
- Sidalcea celata (Jeps.) S.R. Hill
- Sidalcea covillei Greene
- Sidalcea cusickii Piper
- Sidalcea diploscypha (Torr. & A. Gray) A. Gray
- Sidalcea eximia Greene
- Sidalcea glaucescens Greene
- Sidalcea hartwegii A. Gray
- Sidalcea hendersonii S.Watson
- Sidalcea hickmanii Greene1
- Sidalcea hirsuta A. Gray
- Sidalcea hirtipes C.L. Hitchc.
- Sidalcea keckii Wiggins
- Sidalcea malachroides (Hook. & Arn.) A. Gray
- Sidalcea malviflora (DC.) A. Gray – ślazownik ślazowaty
- Sidalcea multifida Greene
- Sidalcea nelsoniana Piper
- Sidalcea neomexicana A. Gray1
- Sidalcea oregana (Nutt. ex Torr. & A. Gray) A. Gray – ślazownik oregoński
- Sidalcea pedata A. Gray
- Sidalcea ranunculacea Greene
- Sidalcea reptans Greene
- Sidalcea rhizomata Jeps.
- Sidalcea robusta A. Heller ex Roush
- Sidalcea setosa C.L. Hitchc.
- Sidalcea sparsifolia (C.L. Hitchc.) S.R. Hill
- Sidalcea stipularis J.T. Howell & G.H. True